# Aleksander Żaruk-Michalski
Aleksander Żaruk-Michalski (ur. 26 lutego 1906 w Warszawie, zm. 22 listopada 1992) – geograf, prezydent Krakowa.

## Życiorys
Urodził się w rodzinie technika kolejowego. Ukończył studia z geografii gospodarczej, uzyskał doktorat na Uniwersytecie Lwowskim. Przed II wojną światową działał w Związku Niezależnej Młodzieży Socjalistycznej.
Podczas okupacji niemieckiej współkierował ugrupowaniem Polscy Socjaliści w Krakowie, które następnie weszło w skład Robotniczej Partii Polskich Socjalistów. W latach 1944–1947 członek Krajowej Rady Narodowej. Od września 1944 do 1 lipca 1945 był członkiem władz centralnych PPS. Miejska Rada Narodowa w Krakowie wybrała go na prezydenta miasta 21 stycznia 1945, pracy jednak na tym stanowisku nie podjął, ponieważ został odwołany do Warszawy i 25 lutego 1945 dokooptowany do składu sekretariatu Centralnego Komitetu Wykonawczego PPS. Na stanowisku prezydenta Krakowa zastąpił go Alfred Fiderkiewicz.
Pod koniec 1945 objął stanowisko podsekretarza stanu w Ministerstwie Administracji Publicznej. W latach 1949–1950 był przewodniczącym Rady Narodowej Miasta Stołecznego Warszawy. W latach 50. pracował w Komitecie Centralnym PZPR na stanowisku zastępcy kierownika Wydziału Ogólnego. Po 1957 został polskim przedstawicielem w Międzynarodowej Komisji Nadzoru i Kontroli w Kambodży.
Zmarł w Warszawie. Pochowany na cmentarzu Wojskowym na Powązkach (kwatera A37-5-5).

## Ordery i odznaczenia
- Order Sztandaru Pracy I klasy (1956)[5]
- Krzyż Komandorski Orderu Odrodzenia Polski (19 lipca 1946)[6]
- Medal za Warszawę 1939–1945 (17 stycznia 1946)[7]
- Pamiątkowy Medal z okazji 40. rocznicy powstania Krajowej Rady Narodowej (1983)[8]
- Order Zasługi dla Ludu ze Złotą Gwiazdą (Jugosławia, 1946)[9]